# Don Pullen
 (octobre 2015).
Si vous disposez d'ouvrages ou d'articles de référence ou si vous connaissez des sites web de qualité traitant du thème abordé ici, merci de compléter l'article en donnant les références utiles à sa vérifiabilité et en les liant à la section « Notes et références ».
Don Gabriel Pullen est un pianiste de jazz né à Roanoke (Virginie) le 25 décembre 1941, mort à East Orange (New Jersey) le 22 avril 1995.

## Biographie
Né dans une famille de musiciens, son père, prêtre, est aussi guitariste, danseur et chanteur. Il étudie le piano à l'âge de dix ans, chante du gospel à l’église et se produit dans des groupes locaux de « rhythm and blues ».
Il étudie au Johnson C. Smith college de Charlotte (en Caroline du Nord) de 1959 à 1963. Il abandonne ses études pour se consacrer entièrement à sa vocation de musicien. Il s’installe à Chicago où il fait l’une des rencontres décisives de sa vie (1964) : le pianiste et membre fondateur de l'AACM Muhal Richard Abrams.
À New York il fait la connaissance de Giuseppe Logan qui lui fait faire ses débuts phonographiques (toujours en 1964) et avec qui, l'année suivante, il joue en quartet à Town Hall. En 1966, il monte un duo avec le percussionniste Milford Graves ancien partenaire de G. Logan. Il monte alors ses propres groupes pour accompagner des chanteurs de rhythm and blues : (Big Maybelle, Ruth Brown) et auto-produit plusieurs disques. Il participe au mouvement  free jazz tout en jouant de l'orgue dans des groupes soul jazz pour subvenir à ses besoins.
Entre 1965 et 1972, il monte et dirige des trios instrumentaux dont font partie, entre autres, Roland Prince, Tina Brooks ou Al Deares.
À cette époque on peut aussi l'entendre avec le saxophoniste Charles Williams, la chanteuse Nina Simone (1970-1971). En 1973, il intègre le quintet de Charles Mingus avec lequel il effectuera plusieurs tournées européennes. Ce sera, pour lui, l'occasion de se faire réellement remarquer (Moves, At Carnegie Hall, Changes One, Changes Two). En 1974 il fera un bref passage chez Art Blakey avant de jouer sous son nom, particulièrement en Europe ou il se produira presque chaque année, de 1976 à 1979.
Après de nombreuses collaborations (avec notamment les saxophonistes Sam Rivers et Hamiet Bluiett) il participera au 360° music experience du batteur Beaver Harris. À partir de 1979 (et pratiquement jusqu’en 1988), il va codiriger un quartet avec le saxophoniste George Adams incluant Dannie Richmond (rencontré chez Charles Mingus) et le bassiste Cameron Brown.
À la mort de Dannie Richmond en 1988, ce dernier est remplacé par Lewis Nash qui quitta le groupe quelques mois plus tard. Don Pullen se produit alors en trio et même en solo. En 1990, au « Yellow Spring Institute » à Chester Springs, il fonde son fameux «African Brazilian Connection » avec le saxophoniste Carlos Ward, le percussionniste sénégalais Mor Thiam et deux musiciens brésiliens : le bassiste Nelson Matta, le percussionniste Guilherme Franco.
Dans les années 1980, on le rencontre avec Jane Bunnett. Puis à la fin de sa carrière il se produit à Orgue Hammond au côté de John Scofield (Live 3 ways en 1990), avec Maceo Parker (Roots Revisited sorti en 1990 et réédité en 2000). À partir de 1991, il participe au quartet du saxophoniste David Murray.

## Style
- Si vous ne connaissez pas le sujet, laissez ce bandeau (vous pouvez alors contacter les auteurs).
- Si vous supprimez le contenu mis en cause (vous pouvez préalablement contacter les auteurs),

argumentez précisément cette suppression dans la page de discussion
(un manque de référence n'est pas un argument ; une recherche réelle de référence doit avoir été effectuée, être formellement documentée).
Le style de Don Pullen est reconnaissable. Il débute toujours sur la mélodie, puis en improvisation, en finissant la plupart du temps dans un style percussif, se servant alors de son piano comme d'un djembé. Fidèle aux leçons de Muhal Richard Abrams, Don Pullen joue en décalé (ce qui donne cette impression de fausse note).
L'influence soul et rhythm and blues se sent en permanence dans ses interprétations. Excellent organiste, il conjugue jazz, blues, be-bop tout en faisant appel à des influences plus exotiques (Antilles, Cuba, Brésil). En soliste, d'une grande rigueur, rythmique, il est aussi capable de traduire l'intensité d'une œuvre par des interprétations à fort contenu émotionnel.

## Discographie

### En tant que leader ou co-leader
- 1975 : Five to go
- 1975 : Don Pullen Piano Solo (piano solo)
- 1976 : Capricorn rising, avec Sam Rivers
- 1976 : Healing force (piano solo)
- 1977 : Tomorrow's promise
- 1977 : Montreux Concert
- 1978 : Warriors
- 1979 : Milano strut
- 1980 : Don't lose control, avec George Adams
- 1980 : All that funk, avec George Adams
- 1980 : More funk, avec George Adams
- 1981 : Earth beams, avec George Adams
- 1981 : Lifeline, avec George Adams
- 1981 : Melodic excursions, avec George Adams
- 1983 : Live at the Village Vanguard (Vol. 1), avec George Adams
- 1984 : Live at the Village Vanguard (Vol. 2), avec George Adams
- 1984 : City Gates, avec George Adams
- 1984 : Decisions, avec George Adams
- 1984 : Plays Monk (piano solo)
- 1984 : Evidence of things unseen (piano solo)
- 1985 : The sixth sense
- 1986 : Breakthrough, avec George Adams
- 1987 : Song everlasting, avec George Adams
- 1988 : JazzBühne Berlin, avec George Adams
- 1989 : New beginnings
- 1990 : Random thoughts
- 1994 : Sacred common ground

### African Brazilian Connection
- 1992 : Kele mou bana
- 1993 : Ode to life
- 1995 : Live… again

### En tant que sideman
Avec Giuseppi Logan
- 1965 : The Giuseppi Logan quartet
- 1965 : More Giuseppi Logan

Avec Milford Graves
- 1965 : In concert at Yale University (Volume 1)
- 1966 : Nommo (Volume 2)

Avec  Charles Mingus
- 1974 : Moves
- 1974 : At Carnegie Hall
- 1974 : Changes One
- 1974 : Changes Two
- 1994 : Keystone

Avec  George Adams
- 1975 : Suite for swingers
- 1975 : George Adams
- 1985 : Live at Montmartre

Avec  Dannie Richmond
- 1975 : Dannie Richmond

Avec  Hamiet Bluiett
- 1976 : Resolution
- 1977 : Hamiet Bluiett - Orchestra duo and septet
- 1979 : SOS (Im/possible to kept)
- 1986 : Live at Carlos I
- 1986 : Live at Carlos I (another night)

Avec  Billy Hart
- 1977 : Enhance

Avec  Sam Rivers
- 1977 : Black Africa

Avec  Sunny Murray
- 1977 : Apples cores

Avec  David Murray
- 1977 : Penthouse jazz (Volume 1)
- 1977 : Holy seige on intrigue (Volume 2)
- 1977 : Flowers for Albert
- 1985 : Children
- 1991 : Shakill's warriors
- 1993 : Shakill's II

Avec  Marcello Melis
- 1978 : Free to dance
- 1982 : Angedras

Avec  Cecil McBee
- 1979 : Alternate spaces

Avec  Joseph Jarman
- 1979 : Magic triangle

Avec Charles Mingus Dynasty
- 1979 : Chair in the sky

Avec  Beaver Harris
- 1980 : A well-kept secret
- 1980 : Negcaumongus

Avec  Roy Brooks
- 1983 : Duet In Detroit

Avec  Kip Hanrahan
- 1987-1990 : American Clavé Anthology
- 1988-1990 : Tenderness
- 1992 : Exotica
- 1985-1994 : All Roads Are Made of The Flesh
- 1994-1996 : A Thousand Night and Nights (1-Red Nights)
- 1994-1996 : A Thousand Night and Nights (Shadow Night 1)
- 1994-1996 : A Thousand Night and Nights (Shadow Night 2)

Avec  Jane Bunnett
- 1989 : In dew time
- 1989 : New York duets
- 1992 : Live at Sweet Basil

Avec  Maceo Parker
- 1990 : Roots revisited

Avec  John Scofield
- 1990 : Live 3 ways

Avec Roots
- 1990 : Salutes the saxophone
- 1992 : Stablemates

Avec  Ivo Perelman
- 1992 : Children of Ibeji

### Compilations
- Don Pullen : The very best of
- Don Pullen : Don Pullen Mosaic Select